# Exochomus flavipes
Exochomus flavipes är en skalbaggsart som först beskrevs av Carl Peter Thunberg 1781.  Exochomus flavipes ingår i släktet Exochomus och familjen nyckelpigor. Inga underarter finns listade i Catalogue of Life.